# Aeroportul Carlos Miguel Jiménez
Aeroportul Carlos Miguel Jiménez (IATA: PIL, ICAO: SGPI) este un aeroport din Departamentul Ñeembucú (Paraguay), Paraguay ce deservește zona Departamentul Ñeembucú (Paraguay).
Situat la o altitudine de 76 m, aeroportul dispune de 1 pistă.

## Infrastructură

### Piste
Aeroportul dispune de o singură pistă. Pista 02/20 are suprafața de beton. 